# Константинопольское землетрясение (1509)
Стамбульское землетрясение произошло в районе Босфора и Мраморного моря 10 сентября 1509 года. Сила землетрясения составила 7,2 ± 0,3 магнитуд. Вследствие тяжёлых последствий получило название Малый Конец Света (тур. Küçük Kıyamet). Султан Баязид II даже был вынужден на несколько месяцев перенести столицу в город Эдирне. По разным оценкам, погибло от 4000 до 10 000 человек. Было разрушено более тысячи домов, серьёзно пострадали 109 мечетей, большое количество караван-сараев, бань и других зданий.

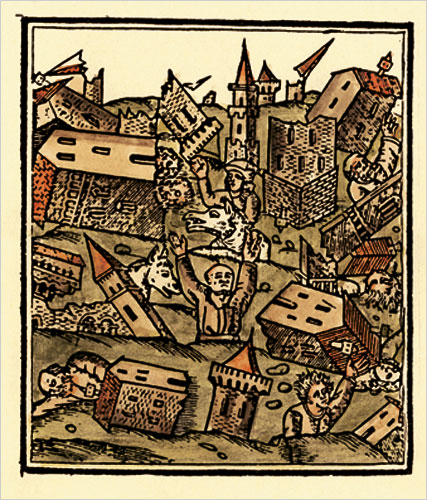
Землетрясение 1509 года. Резьба по дереву.

Землетрясение нанесло большой ущерб Стамбулу (Мечеть Фатих, Дворец Топкапы, квартал Галаты) и крепостям вдоль Босфора (Анадолухисар, Румелихисар, Йорос).
От подземных толчков и возникшего цунами высотой до 6 метров также пострадали некоторые Принцевы острова.